# Stade Huye

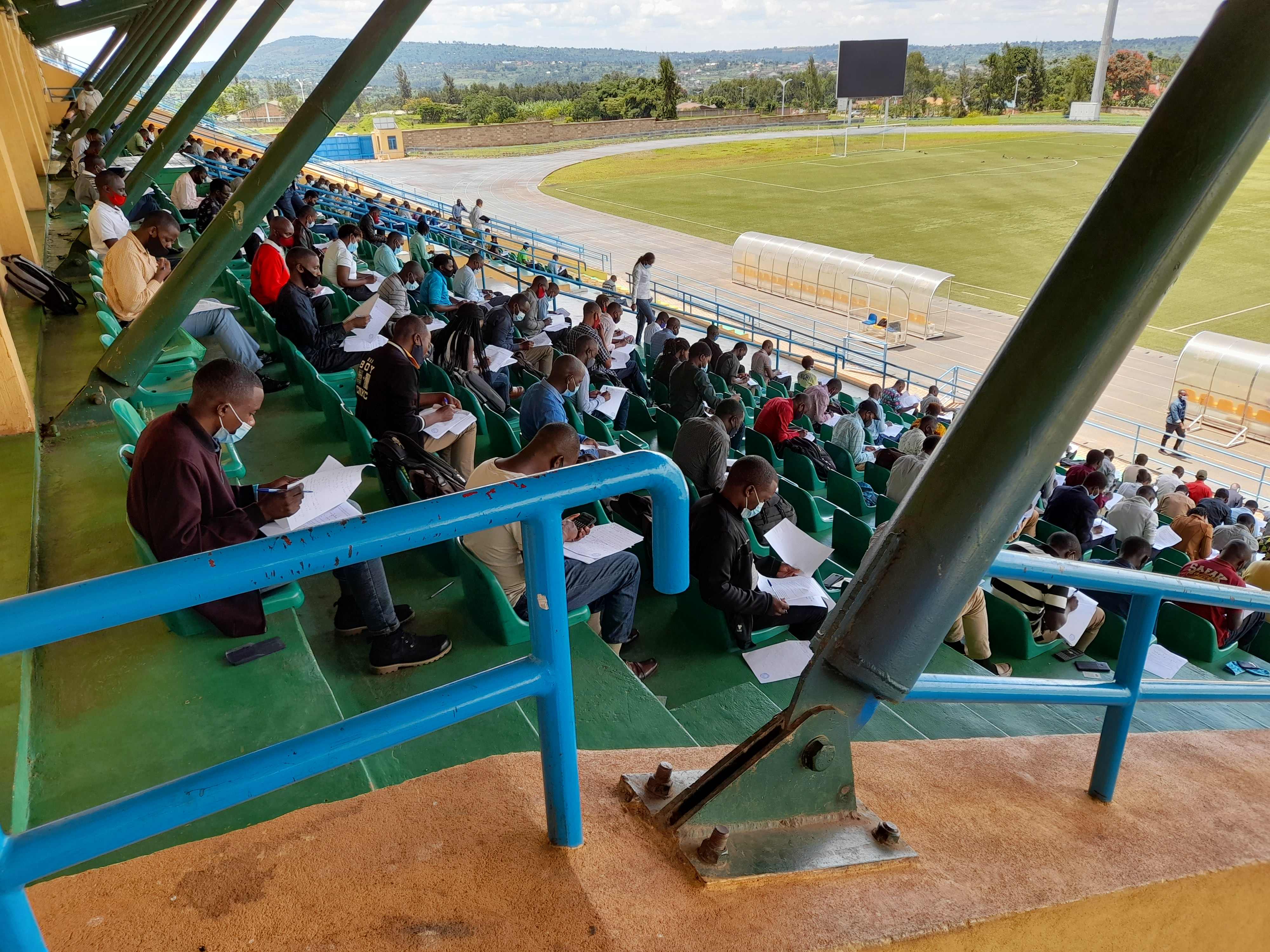
Huye Stadion in april 2021

Het Stade Huye is een multifunctioneel stadion in Butare, een stad in Rwanda. Het stadion wordt vooral gebruikt voor voetbalwedstrijden, de voetbalclub Mukura Victory Sports F.C. maakt gebruik van dit stadion. In het stadion is plaats voor 20.000 toeschouwers.
In 2016 werd van dit stadion gebruik gemaakt voor de African Championship of Nations 2016. Dat toernooi werd van 16 januari tot en met 7 februari 2016 gespeeld in Rwanda. In dit stadion werden 6 groepswedstrijden en de kwartfinale tussen Ivoorkust en Kameroen (3–0) gespeeld.